# Župnija Sv. Marko niže Ptuja
Župnija Sv. Marko niže Ptuja je rimskokatoliška teritorialna župnija, dekanije Ptuj, Ptujsko-Slovenjegoriškega naddekanata, ki je del nadškofije Maribor.
Župnija sv. Marko niže Ptuja je stara okoli 800 let, saj je njena prva omemba davnega leta 1215. Na mestu današnje cerve so v 13. stol. krajani postavili kip sv. Marku, ki je priplaval po deroči Dravi. Nekaj stoletij kasneje so na mestu kipa postavili cerkev, ki je bila vse do danes mnogokrat obnovljena in povečana.

## Sakralni objekti
- Cerkev sv. Marka, Markovci (župnijska cerkev)
- Cerkev sv. Marija Vnebovzeta, Markovci